# Chuck Liddell

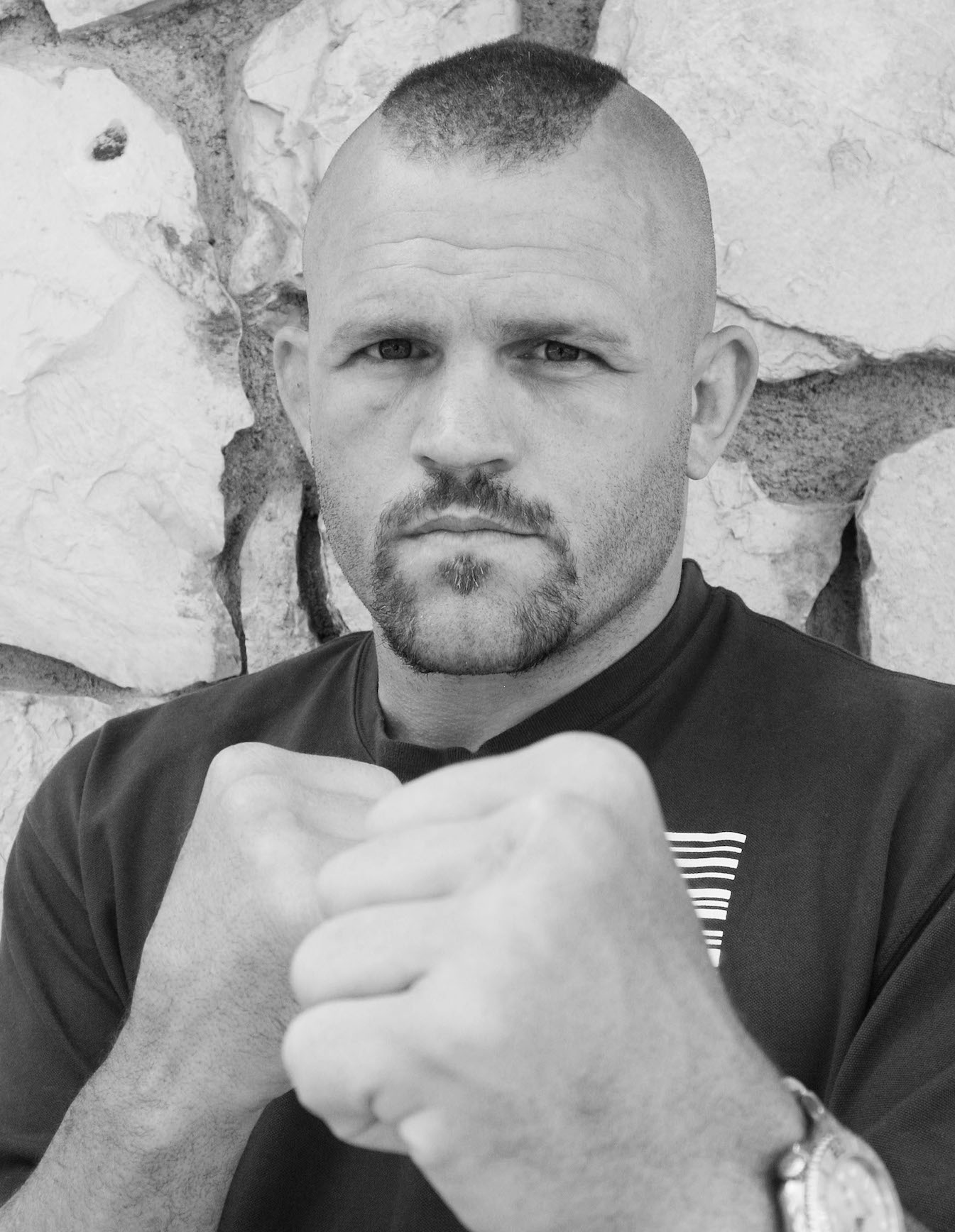
Chuck Liddell, 2005

Charles David „Chuck“ Liddell (* 17. Dezember 1969 in Santa Barbara, Kalifornien) ist ein US-amerikanischer Mixed-Martial-Arts-Kämpfer.

## Karriere
Chuck Liddell hatte sein MMA-Debüt am 15. Mai 1998 beim Ultimate Fighting Championship-Event UFC 17. Nach Siegen unter anderem über Guy Mezger und Kämpfen bei Veranstaltern wie der International Fighting Championship und der Pride FC, kämpfte er am 6. Juni 2003 bei UFC 43 gegen Randy Couture um den Titel des Light Heavyweight Champions. Er verlor, trat aber nach Siegen über Alistair Overeem, Tito Ortiz, Vernon White und einer Niederlage gegen Quinton Jackson erneut zu einem Titelkampf gegen Couture an. Diesmal, am 16. April 2005 bei UFC 52, war er erfolgreich. In Folge konnte er seinen Titel gegen Jeremy Horn, Couture, Renato Sobral und Ortiz verteidigen, bevor er ihn bei UFC 71, am 26. Mai 2007, an Quinton Jackson abtreten musste. Danach unterlag er Keith Jardine, Rashad Evans und Mauricio Rua und gewann gegen Wanderlei Silva. Am 12. Juni 2010, nach dem verlorenen Hauptkampf der UFC 115 gegen Rich Franklin, erklärte UFC-Chef Dana White, dass Liddell nicht mehr für die UFC antreten werde. Dies bedeutete das Ende seiner aktiven MMA-Karriere. Seine Wettkampfstatistik beträgt 21 Siege und acht Niederlagen.
Chuck Liddell war Coach in den Staffeln eins und elf der Reality-TV-Serie The Ultimate Fighter. Er wurde in die Hall of Fame der UFC aufgenommen. Liddell ist seit 2001 in Film und Fernsehen zu sehen. So hatte er einen Gastauftritt in der zweiten Staffel der Serie Blue Mountain State, wie auch in der 9. Staffel, Folge 5 von Bones – Die Knochenjägerin. 2019 war er in Acceleration – Gegen die Zeit zu sehen. Zudem hatte er in der zweiten Staffel der Serie Hawaii Five-0 einen Gastauftritt.